# Sellia Marina
Sellia Marina is een gemeente in de Italiaanse provincie Catanzaro (regio Calabrië) en telt 5966 inwoners (31-12-2004). De oppervlakte bedraagt 40,9 km², de bevolkingsdichtheid is 141,1 inwoners per km².

## Demografie
Sellia Marina telt ongeveer 2377 huishoudens. Het aantal inwoners steeg in de periode 1991-2001 met 5,5% volgens cijfers uit de tienjaarlijkse volkstellingen van ISTAT.
| Jaar | Inwoneraantal |
| ---- | ------------- |
| 1991 | 5466          |
| 2001 | 5764          |

## Geografie
Sellia Marina grenst aan de volgende gemeenten: Cropani, Sersale, Simeri Crichi, Soveria Simeri, Zagarise.